# سواران (فریدن)
سواران (فریدن)، روستایی از توابع بخش مرکزی شهرستان فریدن در استان اصفهان ایران است.

## جمعیت
این روستا در دهستان ورزق جنوبی قرار دارد و براساس سرشماری مرکز آمار ایران در سال ۱۳۸۵، جمعیت آن ۳۱۳ نفر (۸۵خانوار) بوده‌است.مردم این روستا به زبان ترکی تکلم میکنند